# کنی کرسول
کنی کرسول (انگلیسی: Kenny Cresswell؛ زادهٔ ۴ ژوئن ۱۹۵۸) بازیکن فوتبال اهل نیوزیلند بود.
وی همچنین در تیم ملی فوتبال نیوزیلند بازی کرده‌است.